# Cattleya violacea
Cattleya violacea (укр. Катлея фіолетова) — багаторічна трав'яниста рослина родини зозулинцевих.

## Синоніми
За даними Королівських ботанічних садів у К'ю:
- Cymbidium violaceum Kunth, 1816
- Epidendrum violaceum (Kunth) Rchb.f. in WG Walpers, 1861
- Cattleya schomburgkii Lodd. ex Lindl., 1838
- Cattleya superba MRSchomb. ex Lindl., 1838
- Cattleya odoratissima PNDon, 1840
- Epidendrum superbum (MRSchomb. ex Lindl.) Rchb.f., 1862
- Cattleya superba var. splendens Lem., 1869
- Cattleya superba var. alba Rolfe, 1890
- Cattleya superba var. wellsiana auct., 1894
- Cattleya superba var. ashworthii auct., 1895
- Cattleya violacea var. huebneri Schltr., 1925
- Cattleya violacea var. alba (Rolfe) Fowlie, 1977
- Cattleya violacea var. splendens (Lem.) Fowlie, 1977
- Cattleya violacea var. ashworthii (auct.) Braem, 1984
- Cattleya violacea var. wellsiana (auct.) Braem, 1984
- Cattleya violacea f. alba (Rolfe) Christenson, 1996

## Етимологіята історія опису
Видова назва violacea утворена від латинського слова viola, ae, яке перекладається, як фіалка, фіолетовий. Назва відбиває загальний тон квіток цього виду.
Англійська назва — Violet Cattleya.
Cattleya violacea знайдена відомим ботаніком і мандрівником Олександром фон Гумбольдтом на березі річки Оріноко поблизу кордонів Бразилії, Венесуели та Колумбії та описана Карлом Кунтом у 1816 році, як Cymbidium violeacum .

## Ареал, екологічні особливості

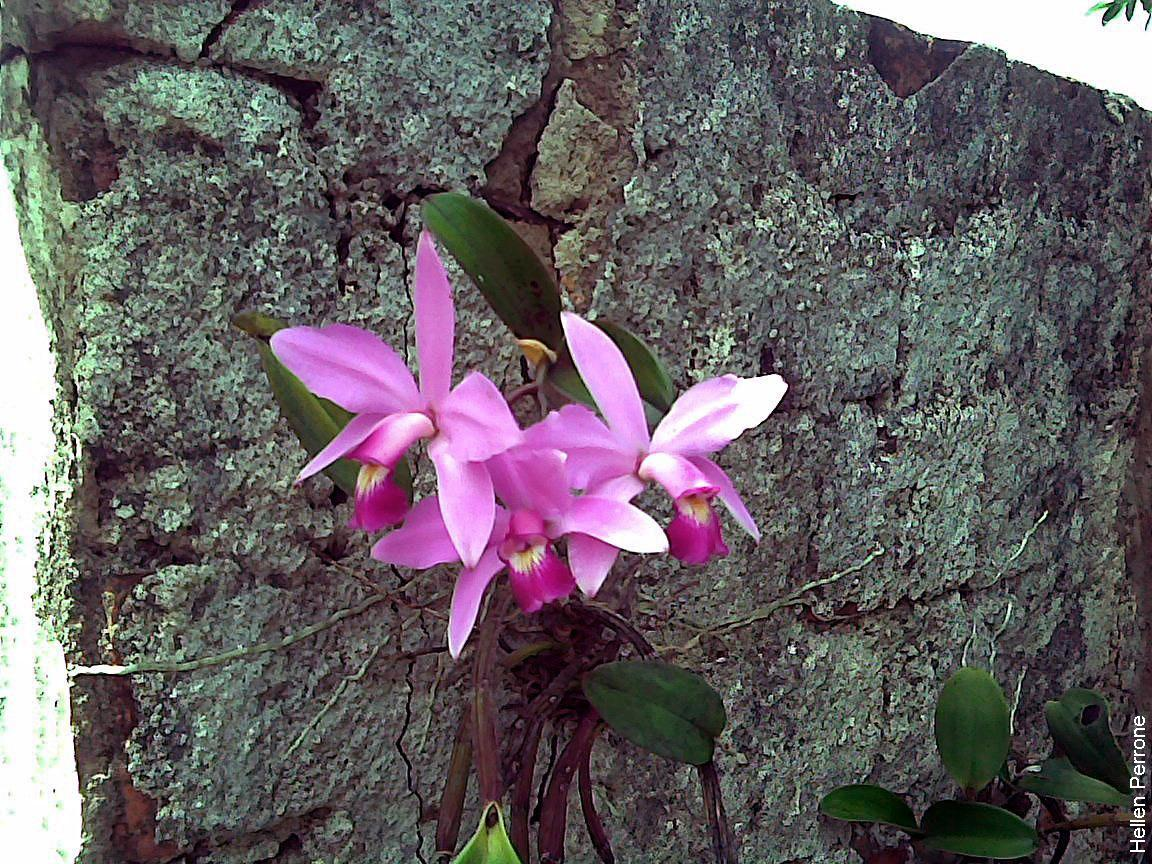
Cattleya violacea

Колумбія, Венесуела, Гаяна, Бразилія, Болівія, Перу та Еквадор .
Епіфіт, рідше літофіт у тропічних лісах поблизу водойм на висотах від 200 до 700 метрів над рівнем моря. Цвітіння наприкінці весни — на початку літа.
Cattleya violacea входить до Додатка II Конвенції CITES .Мета Конвенції полягає в тому, щоб гарантувати, що міжнародна торгівля дикими тваринами та рослинами не створює загрози їх виживанню. Додаток включає всі види, які в даний час хоча і не обов'язково знаходяться під загрозою зникнення, але можуть опинитися під такою загрозою, якщо торгівля зразками таких видів не суворо регулюватиметься з метою недопущення такого використання, яке несумісне з їх виживанням; а також інші види, які повинні підлягати регулюванню для того, щоб над торгівлею зразками деяких видів першого списку міг бути встановлений ефективний контроль.

## Біологічний опис

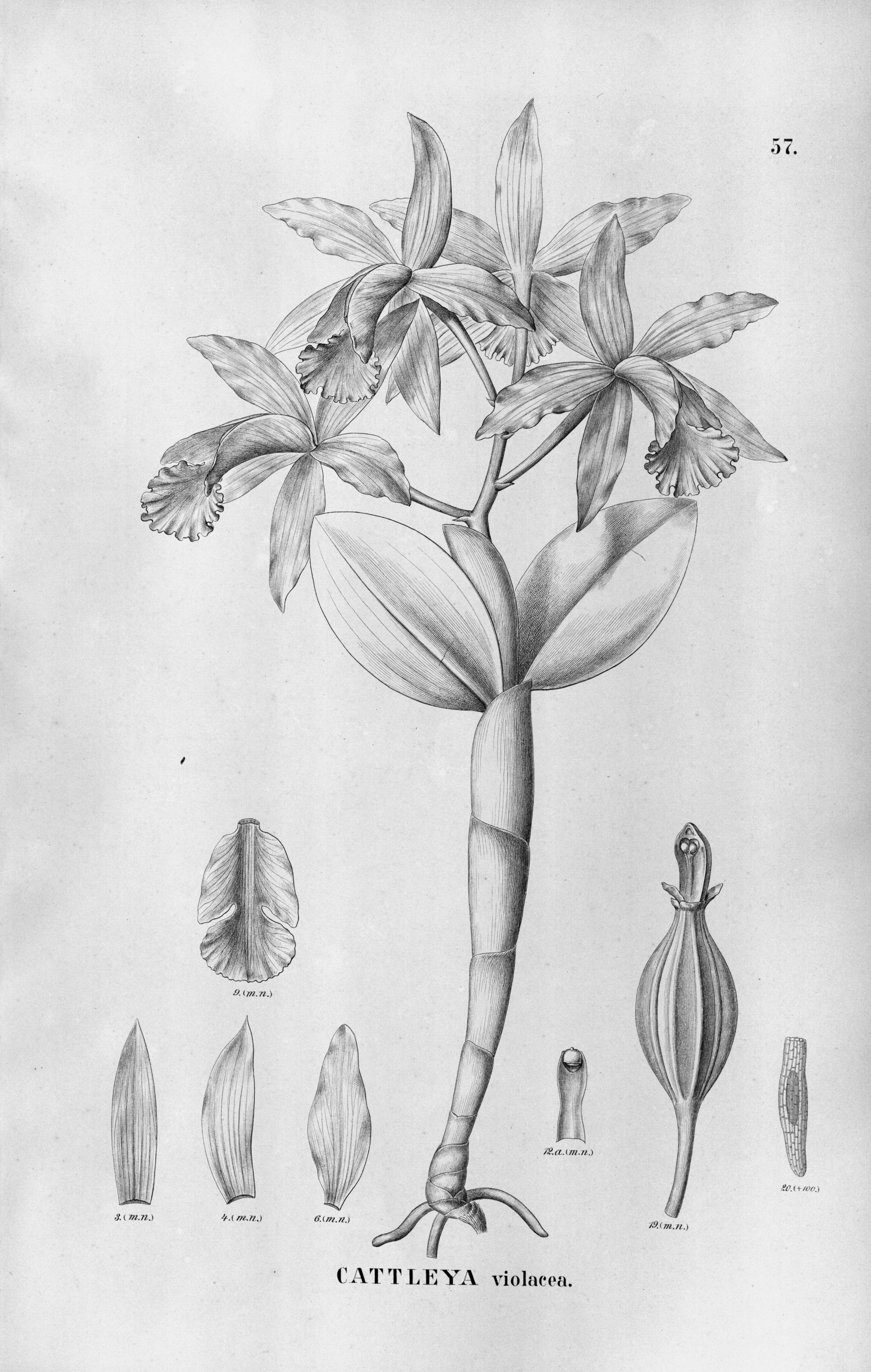
Cattleya violacea
Ботанічна ілюстрація з книги «Flora Brasiliensis» vol. 3 pt. 5 tab. 57. 1898—1902 р.

Симподіальні рослини середніх розмірів. Псевдобульби дволисті, 15-30 см завдовжки. Листя овальне, до 12 см завдовжки. Квітконоси близько 8 см завдовжки, кистеподібні, несуть 3-7 квіток. Квітки рожево-пурпурні, ароматні, з приємним інтенсивним запахом вранці та ввечері, близько 13 см у діаметрі. Довго не в'яне. Губа темніша, пурпурно-фіолетова. У культурі крім традиційних поширені форми з різною забарвленням квіток.

## У культурі
Cattleya violacea вважається важким у культурі видом. Температурна група — тепла .
Посадка на блок із кори сосни або коркового дуба, або в горщик або кошик для епіфітів із субстратом із соснової кори середньої або великої фракції. При посадці на блок у період вегетації рослини поливають щодня, у спеку кілька разів на день. Субстрат після поливу має повністю просихати. Для поливу краще використовувати воду, що пройшла очищення методом зворотного осмосу .
Період спокою виражений слабо .
Відносна вологість повітря 60-90 %.
Освітлення: пряме сонячне світло у першій та другій половині дня з легким притіненням у середині дня при інтенсивному русі повітря.
Підживлення тільки в період активної вегетації комплексним добривом для орхідей у мінімальній концентрації 1-3 рази на місяць.
Один з відомих колекціонерів позаминулого століття Вільямс писав, що даний вид вимагає рясного поливу цілий рік і більше тепла, ніж інші види котлів; посадку краще здійснювати на блок із дерева або в кошик з живим мохом .